# لي توكار
لي توكار (بالإنجليزية: Lee Tockar)‏ (و. 1969  م) هو مؤدي أصوات، وفنان تشكيلي، وكاتب، وكاتب سيناريو كندي، ولد في كيلونا.
.

## التعليم
تعلم في Kelowna Secondary School ‏.

## وصلات خارجية
- لي توكار على موقع IMDb (الإنجليزية)
- لي توكار على موقع قاعدة بيانات الفيلم (الإنجليزية)
- لي توكار على موقع ANN person (الإنجليزية)

- لي توكار في قاعدة بيانات الأفلام على الإنترنت